# وی‌جی (عامل اعصاب)
وی‌جی (عامل اعصاب) که آمیتون یا تترام نیز نامیده می‌شود، یک عامل عصبی سری وی است که از نظر شیمیایی شبیه به عامل عصبی شناخته‌شدهٔ وی‌ایکس است. تترام، نام رایج روسی این ماده است. آمیتون نام تجاری این ماده بود که در اواسط دههٔ ۱۹۵۰ به‌عنوان حشره‌کش توسط آی‌سی‌آی به بازار عرضه شد.
با سمیت حدود یک دهم وی‌ایکس، یعنی مشابه سارین، در حال حاضر برای استفاده در کشاورزی، بسیار خطرناک تلقی می‌شود اما بر خلاف سایر عوامل اعصاب، تحت جدول ۲ کنوانسیون بین‌المللی منع جنگ‌افزارهای شیمیایی طبقه‌بندی می‌شود. گمان می‌رود که کره شمالی ممکن است دارای ذخایر نظامی این مادهٔ شیمیایی باشد.